# Серповидная сигма
Ϲ, ϲ (серповидная сигма или сигма в виде полумесяца, лат. sigma lunata) — устаревшая форма греческой буквы сигма, использовавшаяся в унциальном письме.

## Использование

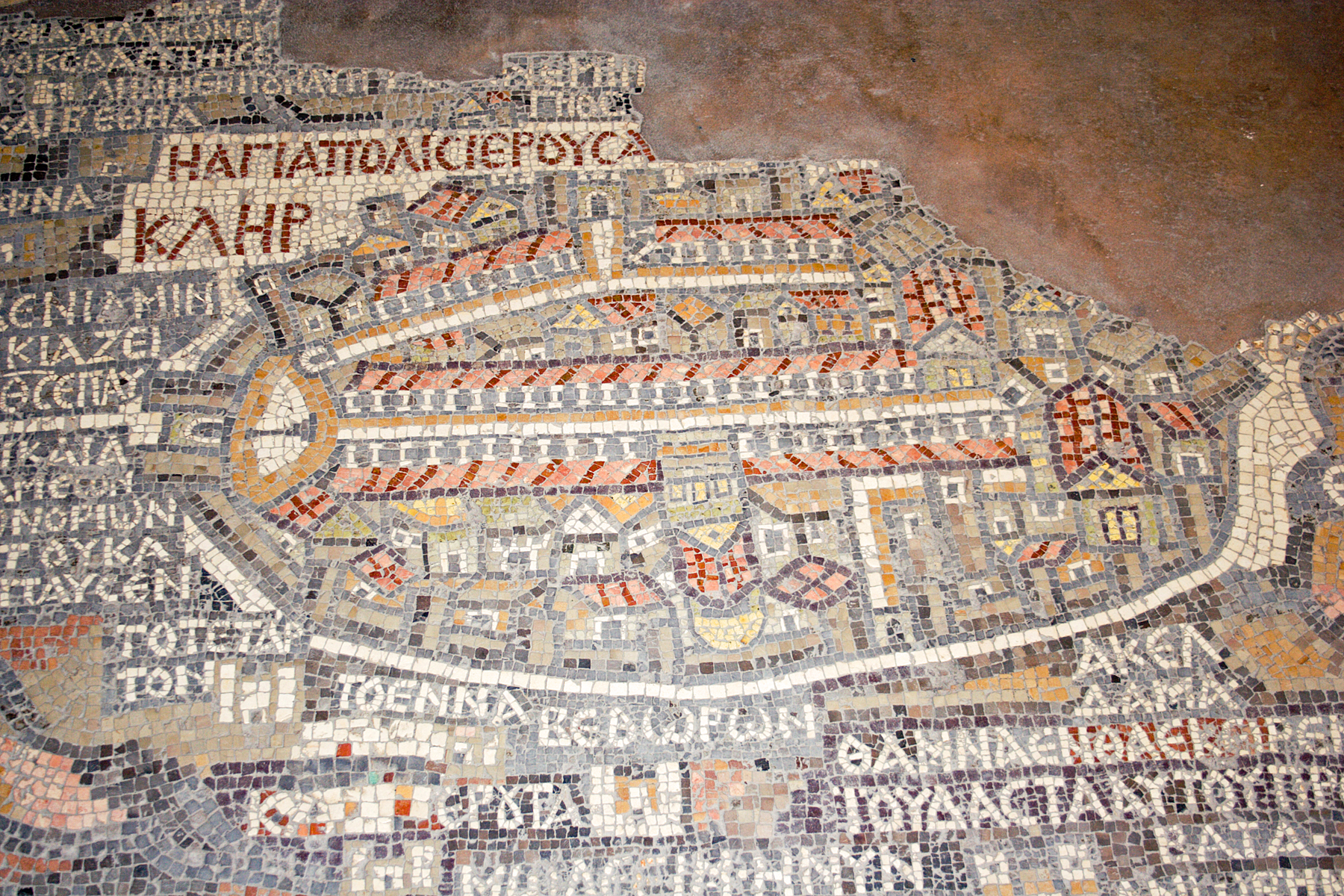
Карта из Мадабы, мозаика шестого века с картой Иерусалима (надпись ΗΑΓΙΑ ΠΟΛΙϹ с сигмой в виде полумесяца)

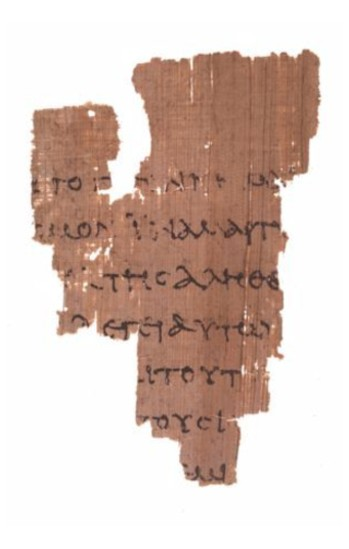
Папирус 52, сторона verso (в слове ΤΗϹ серповидная сигма)

В рукописном греческом языке в эпоху эллинизма (IV—III вв. до н. э.), эпиграфическая форма сигмы была упрощена до С-образной. Также Ϲ встречается на монетах начиная с IV в. до н. э.. Эта форма сигмы стала стандартной в поздней Античности и Средневековье.
До сих пор широко используется в декоративных шрифтах Греции, особенно в религиозных и церковных контекстах, а также в некоторых современных печатных изданиях классических греческих текстов. Формы кириллической буквы С и коптской буквы Ⲥ (семма) происходят от Ϲ.